# 鵜沼丸子町
鵜沼丸子町（うぬままるこちょう）は、岐阜県各務原市の地名。現行行政町名は鵜沼丸子町一丁目から三丁目。

## 地理
各務原市の東部の鵜沼地区に属する。
町域の東部は鵜沼小伊木町、西部は鵜沼大伊木町、南部は鵜沼（伊木山）、鵜沼大伊木町、北部は鵜沼羽場町に接する。
丸子山を造成した丸子団地があり、地名も丸子山に因む。尚、丸子山は造成で消滅している。
道路
- 県道95号芋島鵜沼線（木曽川街道）

## 歴史
1973年（昭和48年）8月24日、鵜沼の一部をもって鵜沼丸子町を設置する。

## 世帯数と人口
2024年（令和6年）10月1日現在の世帯数と人口は以下の通りである。尚、各務原市の統計上、鵜沼丸子町一・二丁目及び鵜沼真名越町二丁目を合わせて記述する。尚、鵜沼真名越町二丁目の世帯・人口は1世帯2人である（2020年10月時点）。
| 丁目                                     | 世帯数  | 人口  |
| ---------------------------------------- | ------- | ----- |
| 鵜沼丸子町一・二丁目、鵜沼真名越町二丁目 | 173世帯 | 411人 |
| 鵜沼丸子町三丁目                         | 116世帯 | 257人 |
| 計                                       | 289世帯 | 668人 |

## 小・中学校の学区
市立小・中学校に通う場合、学区は以下の通りとなる。
| 番・番地等 | 小学校                   | 中学校               |
| ---------- | ------------------------ | -------------------- |
| 全域       | 各務原市立鵜沼第一小学校 | 各務原市立鵜沼中学校 |

## 主な施設
- 丸子公園
- 伊木山ガーデン